# Битва при Бладенсберге
Битва при Бладенсберге (англ. Battle of Bladensburg) — сражение, состоявшееся 24 августа 1814 года между американскими и британскими войсками в ходе Чесапикской кампании Англо-американской войны, произошедшее в городе Бладенсберг, штат Мэриленд.
Разгром американцев в этой битве позволил британскому десанту под командованием генерала Росса и адмирала Коберна захватить столицу США, город Вашингтон. Британцы захватили огромную военную добычу и сожгли Капитолий, Белый дом и другие общественные здания. Это событие называют величайшим позором армии США.

## Предыстория
На этом этапе англо-американской войны англичане, освободившиеся от войны в Европе, начали подтягивать к восточному побережью США свои флотилии с десантами из Европы. Высадка многотысячных десантов превращалась не в рейды, а в полноценные сражения за захват важных стратегических городов, портов и крепостей американского восточного побережья. По сути, атлантическое побережье США, а в особенности залив Чесапик, в котором британцы властвовали безраздельно, превратился для США в полноценный восточный фронт.